# Бадмінтон на літніх Олімпійських іграх 1992
Бадмінтон на літніх Олімпійських іграх 1992:
Літні Олімпійські ігри 1992 року у Барселоні стали першими іграми, на яких бадмінтон був представлений, як офіційний вид змагань. До цього він двічі входив до програми Олімпійських ігор як демонстраційний вид спорту: у 1972 році в Мюнхені, та у 1988 році в Сеулі. У 1972 році в чоловічому одиночному розряді переміг Едді Хартоно, і ось через 20 років він дебютував на Олімпійських іграх як повноправний учасник, завоювавши срібну медаль в парному чоловічому розряді.
Найбільшим сюрпризом бадмінтонного турніру в Барселоні стало те, що Китай не виграв золотих нагород, вигравши три титули в 1991 році на чемпіонаті світу.
Всі матчі проводилися за олімпійською системою та складалися з трьох ігор, всі ігри гралися до 15 очок, за винятком одиночного розряду у жінок, які грали до 11 очок.
Бронзові нагороди вручалися обом учасникам, які програли півфінальні матчі без гри за третє місце. Тому бронзові медалі отримали 8 учасників.
- Змагання стартували 28 липня та закінчились 4 серпня 1992 р.
- Кількість учасників: 177 (93 чоловіки та 84 жінки) з 36 країн.
- Наймолодший учасник: Естер Санц з Іспанії (17 років, 235 днів).
- Найстарший учасник: Стефан Фрей з Німеччини (33 років, 74 дні).
- Змагання проводилися в 4 розрядах: чоловічому, жіночому, парному чоловічому та парному жіночому.
- Дві країни — Китай та Індонезія здобули по 5 медалей.
- Жоден з 24 призерів не виграв більше однієї медалі.

## Українські спортсмени на турнірі
Українські спортсмени змагалися на цих Олімпійських іграх у складі Об'єднаної команди, від якої у бадмінтонному турнірі взяли участь два спортсмени, але українців серед них не було.

## Таблиця медалей
| Місце  | Країна         | Золото | Срібло | Бронза | Загалом |
| ------ | -------------- | ------ | ------ | ------ | ------- |
| 1      | Індонезія      | 2      | 2      | 1      | 5       |
| 2      | Південна Корея | 2      | 1      | 1      | 4       |
| 3      | Китай          | 0      | 1      | 4      | 5       |
| 4      | Данія          | 0      | 0      | 1      | 1       |
| 5      | Малайзія       | 0      | 0      | 1      | 1       |
| Всього | Всього         | 4      | 4      | 8      | 16      |

## Медалісти
| Турнір                     | Золото                                  | Серебро                                 | Бронза                                                                    |
| Жінки, одиночний розряд    | Індонезія · Сусі Сусанті                | Південна Корея · Пан Сухьон             | Китай · Хуан Хуа · Китай · Тан Цзюхун                                     |
| Жінки, парний розряд       | Південна Корея · Хван Хейон / Чон Сойон | Китай · Гуань Вейчжень / Нун Цюньхуа    | Китай · Лінь Яньфень / Яо Фень · Південна Корея · Кіль Йон'а / Сім Инджон |
| Чоловіки, одиночний розряд | Індонезія · Аллан Будікусума            | Індонезія · Арді Віраната               | Індонезія · Хермаван Сусанто · Данія · Томас Стуер-Лаурідсен              |
| Чоловіки, парний розряд    | Південна Корея · Кім Мунсу / Пак Чубон  | Індонезія · Едді Хартоно / Руді Гунаван | Малайзія · Разіф Сідек / Джалані Сідек · Китай · Лі Юнбо / Тянь Бін'ї     |